# Empfindsamkeit
Empfindsamkeit bezeichnet in der europäischen Aufklärung eine Tendenz, die etwa von 1720 bis zur Französischen Revolution (1789–1799) reicht. In Frankreich und England tritt die Tendenz der Empfindsamkeit bereits ab etwa 1700 auf. In der Literaturwissenschaft ist die Empfindsamkeit eine Epoche zwischen 1740 und 1790. In der Literatur ist die Empfindsamkeit eine Strömung der Aufklärung.
Nach Auffassung der Empfindsamkeit ist das überschwängliche Gefühl kein Makel für denjenigen, der es hat, sondern zeichnet ihn als sittlichen Menschen aus. Der Betonung der Öffentlichkeit im Absolutismus setzte die Empfindsamkeit eine Betonung des Privatlebens entgegen. Ausgehend vom religiös motivierten Mitleid weitete sie sich bald auf andere Empfindungen aus. Das Motiv der sinnlichen Liebe wurde zum Beispiel nicht mehr als zerstörerische Leidenschaft (Vanitas), sondern im Gegenteil als Grundlage sozialer Institutionen verstanden, wie etwa bei Antoine Houdar de la Motte. Die geglückte Liebe wurde in der ernsten Oper (Tragédie lyrique oder Opera seria) etwa zum Symbol für einen geglückten Staatenbund. Auch die Lesesucht wurde gesellschaftsfähig, der Roman wurde als Literaturgattung gegenüber dem Drama erheblich aufgewertet.

## Ursprünge
Die Empfindsamkeit hängt mit dem Ende des französischen Rationalismus nach dem Tode von Ludwig XIV. im Jahr 1715 zusammen. Sie wendet sich gegen eine strikt vernunftorientierte Lebensweise, wie sie bei der Disziplinierung und Zivilisierung der europäischen Gesellschaft in der Zeit des Absolutismus aufkam. Das deutsche „Zeitalter der Aufklärung“ begann erst, als das französische „Zeitalter der Vernunft“ durch sozialkritische und emanzipatorische Tendenzen ergänzt oder in Frage gestellt wurde. Es fällt daher ungefähr mit der „Epoche der Empfindsamkeit“ oder dem Rokoko zusammen.
Der Ursprung der Empfindsamkeit ist größtenteils religiös, Beispiele finden sich in den emotional gefärbten Texten zu den Oratorien und Kantaten von Johann Sebastian Bach. Die Empfindsamkeit wird auch als säkularisierter Pietismus gedeutet, weil sie häufig mit moralisierenden Inhalten zusammenhängt, die sich allerdings zunehmend von kirchlichen und auch von religiösen Vorgaben lösen. Ein wichtiger Theoretiker war Jean-Baptiste Dubos.

## Frankreich und England
Um die Jahrhundertmitte entdeckte Jean-Jacques Rousseau in seinem Briefroman Julie ou la nouvelle Héloïse (1761) eine „unberührte“ Natur als Gegenbild zur (höfischen) Zivilisation. Auch dessen Vorläufer, der sentimentale Briefroman Pamela or Virtue rewarded (1740) von Samuel Richardson, hatte mit seinen sozialkritischen Tendenzen großen literarischen Einfluss. Denis Diderot, der dem Sensualismus nahestand, zeigt in seinem von Rousseaus Menschenbild beeinflussten Briefroman La religieuse („Die Nonne“, um 1760, veröffentlicht 1796) das Martyrium einer Nonne und die Widernatürlichkeit des Klosterlebens. Sowohl Richardsons als auch Diderots Roman ähneln dem barocken Märtyrerdrama, womit sie die Kirche sozusagen mit ihren eigenen Waffen schlagen. Generell ist der Briefroman ein bevorzugtes Ausdrucksmedium der Empfindsamkeit.

## Deutsche Empfindsamkeit
Der Musiker und Verleger Johann Christoph Bode übersetzte Laurence Sternes Roman A Sentimental Journey Through France and Italy, das in England eher als Moralkomödie wahrgenommen wurde, unter dem Titel Yoricks empfindsame Reise im Jahr 1768 ins Deutsche und hatte damit großen Erfolg. Das Wort „empfindsam“ war ein Neologismus, zu dem Gotthold Ephraim Lessing geraten hatte und der in der Folge auf die ganze Epoche übertragen wurde.
Deutsche Dichter, die der Empfindsamkeit nahestehen, waren Friedrich Gottlieb Klopstock (1724–1803), Christian Fürchtegott Gellert (1715–1769) und Sophie von La Roche (1730–1807), die erste Autorin eines Briefromans in deutscher Sprache. Johann Timotheus Hermes hat mit seinem Roman Sophiens Reise von Memel nach Sachsen ein erfolgreiches Werk dieser Literaturströmung verfasst. Der Einfluss der Empfindsamkeit zeigt sich noch in Goethes Jugendwerk Die Leiden des jungen Werthers (1774), einem Hauptwerk des Sturm und Drang. Der Roman ist der literarische Höhepunkt des „Zeitalter[s] der Empfindsamkeit“ (Renate Krüger) und der Beginn ihres Rückganges als Kunstepoche (Goethe in „Dichtung und Wahrheit“).

## Nachwirkungen
Die religiöse Empfindsamkeit wurde etwa bei François-René de Chateaubriand zu einer Inspiration der Romantik. In der populären Literatur hat die Empfindsamkeit bis weit ins 19. Jahrhundert hinein eine Rolle gespielt, bis hin zu Fortsetzungsromanen in Zeitschriften wie Die Gartenlaube. Im Bereich des Theaters ist das Rührstück aus der Empfindsamkeit hervorgegangen.